# Закарпатская кухня

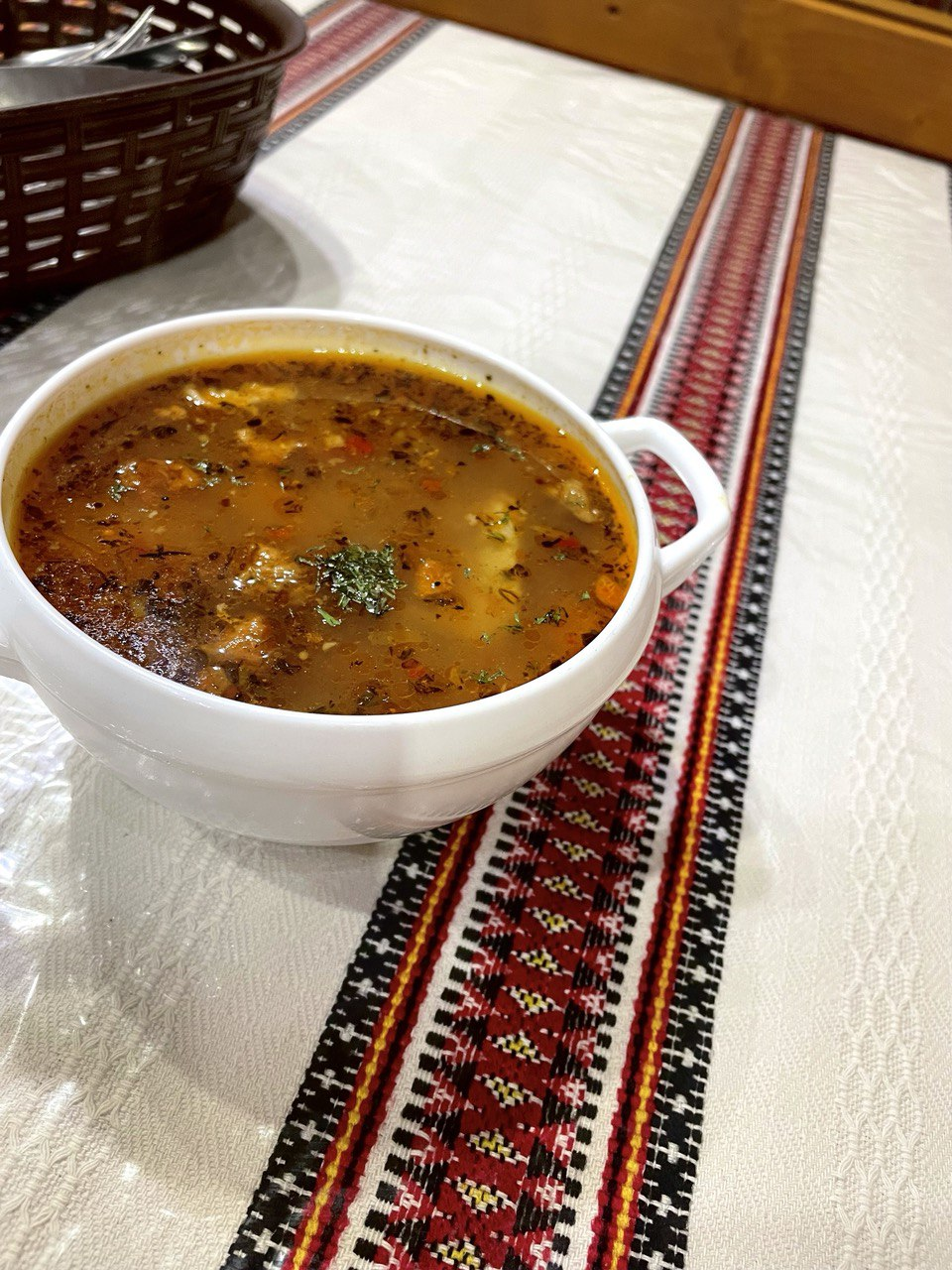
Бограч – визитная карточка закарпатской кухни

Закарпатская кухня — региональная кухня украинского региона Закарпатье, граничащего с Польшей, Словакией, Венгрией и Румынией. Ввиду такого соседства, закарпатская кухня впитала в себя кулинарные традиции этих стран. Наибольшее количество блюд Закарпатья происходит из венгерской кухни, а многие типично-украинские блюда в Закарпатье готовят по аутентичным местным рецептам. 

## Продукты и блюда
В Закарпатье распространена гуцульская кухня. Гуцульская овечая брындзя, Гуцульская коровья бриндза – продукты, имеющие украинское географическое указание. В Гуцульщине проводится Карпатский фестиваль «Гуцульская брынза».
Некоторые блюда закарпатской кухни:
Бограч – блюдо, происходящее из венгерской кухни, от венгерского гуляша (супа), является визитной карточкой Закарпатья.
Банош (бануш) – кукурузная каша, традиционное блюдо гуцульской кухни , также распространенное в Молдове, которое подается с добавлением сметаны, брынзы, шкварок .
Порскани крумпли – региональное блюдо Закарпатья, это жареный картофель, нарезанный кружочками и приправленный чесноком.
Пёркёльт – это блюдо из жареного и впоследствии тушеного мяса, которое может готовиться из разных видов мяса птицы, речных раков, свинины и рыбы, к которому добавлен лук, помидоры, чеснок и паприка.
Риплянка – исторически считается вторым хлебом Закарпатцев, и готовится из картофеля и кукурузной муки. Едят со сметаной, жареным луком, брынзой, шкварками.
Лангош – блюдо из венгерской кухни, жареная лепешка из дрожжевого теста.
Закарпатское лечо – блюдо из венгерской кухни и готовится из тушеных овощей: сладкого перца, лука и томатов с добавлением яиц и сметаны.
Тархоня – домашние макароны.
Закарпатская грибная похлебка или юшка – готовится из белых грибов.
Кнедлики – блюдо чешского происхождения, которое готовят из дрожжевого теста, сырого или вареного картофеля, мяса, сыра и формируют в шарики и отваривают до готовности, подают с соусами и подливами.
Закарпатские гомбовцы – сладкое блюдо из румынской кухни, готовится из дрожжевого теста на пару и имеет фруктовую начинку.
Човлент – блюдо из фасоли, мяса и перловой крупы, имеющее корни в еврейской кухне.
Закарпатские голубцы – блюдо, которое готовится по всей территории Украины, в Закарпатье имеет региональные особенности. Закарпатские голубцы должны быть размером с мизинец, подаются как последнее блюдо и указывают на завершение пира. Хозяйки поселка Большой Бычков считаются лучшими в приготовлении этого блюда, поэтому здесь ежегодно проводился фестиваль «Бычковские голубцы» .

## Напитки
Благодаря благоприятному климату в Закарпатье распространены пчеловодство, виноградарство и виноделие. Статус украинского защищенного географического названия приобрели закарпатское вино и закарпатский мёд.
В Закарпатье издавна делают палинку – крепкий алкогольный напиток на фруктах или ягодах.
Благодаря разнообразию целебных трав, их широко используют в чаях, компотах и настойках Карпатского региона.
Закарпатье также славится своими минеральными водами. Здесь сосредоточено большинство видов минеральных вод Украины, представлены практически все её типы. К наиболее известным минеральным водам Закарпатья относят: «Поляна квасова», «Поляна купель», «Лужанська», «Лужанська-7», «Свалява», «Крайна», «Поляна Неліпінська», «Шаянська», «Плосківська», «Драгівська», «Сойминське», «Келечинська», «Олегівська», «Боржавська», «Іршавська».